# Седько, Павел Иванович
Па́вел Ива́нович Седько́ (бел. Павел Іванавіч Сядзько; род. 3 апреля 1998, Тельмы-1, Брестская область) — белорусский футболист, полузащитник клуба «Торпедо-БелАЗ» и национальной сборной Беларуси.

## Клубная карьера
Воспитанник брестского ЦОР. С 17-летнего возраста выступал на взрослом уровне в составе  «Динамо-Брест». Дебютный матч в высшей лиге Беларуси сыграл 14 сентября 2015 года против «Белшины», заменив на 79-й минуте Андрея Соловья. Впервые отличился в своём четвёртом матче, 5 октября 2015 года против минского «Динамо». Со своей командой дважды становился победителем Кубка Беларуси (2017, 2018), а в 2018 году также стал обладателем национального Суперкубка. Принимал участие в матчах еврокубков.
В 2019 году был арендован брестским «Рухом», с которым стал бронзовым призёром первой лиги. В первой половине 2020 года играл за «Рух» в Высшей лиге, в июле вернулся в «Динамо», где стал чередовать выходы в стартовом составе и на замену.
В феврале 2021 года подписал новый контракт с «Динамо». Стал одним из лидеров команды, забив за сезон 7 голов в чемпионате Беларуси. В сентябре по соглашению сторон покинул брестский клуб и вскоре стал игроком московского «Торпедо».
В июле 2022 года стал игроком «Гомеля». Дебютировал за клуб 3 июля 2022 года в матче против гродненского «Немана». Дебютный гол забил 7 августа 2022 года в матче против дзержинского «Арсенала». По итогу сезона становился дважды лучшим игроком Высшей Лиги в 19 туре и в 27 туре. В ноябре 2022 года сообщил, что по окончании контракта покидает клуб.
В декабре 2022 года по информации источников сообщалось, что футболист продолжит свою карьеру в минском «Динамо». 8 декабря 2022 года официально перешёл в минский клуб. В стартовом раунде квалификации Лиги конференций «Динамо» не смогло переиграть боснийский «Железничар». После ничьей в Сараево (2:2) команда Седько уступила сопернику в Баку — 1:2. Именно Седько стал автором единственного гола «бело-голубых» в ответном поединке.
2 января 2024 года после истечения срока контракта покинул «Динамо», в составе которого стал двукратным чемпионом Беларуси и финалистом Суперкубка. В сезоне-2024 стал лучшим игроком клуба по системе «гол+пас» — в 24 играх Седько набрал 4+9. В июле 2024 года вошел в топ-10 самых дорогих футболистов чемпионата Беларуси. 10 июля 2024 года оказался вне заявки минского «Динамо» на первый матч стартового квалификационного раунда Лиги чемпионов УЕФА с «Пюником» из-за конфликта с главным тренером Вадимом Скрипченко. В общей сложности за два сезона в минском «Динамо» провел 58 матчей, забив 11 голов и сделав 13 результативных передач. В начале 2025 года клуб официально объявил о расставании с футболистом. 
20 января 2025 года подписал контракт с «Торпедо-БелАЗ». Полузащитник заранее уведомил о нежелании оставаться в минском «Динамо», создав большой спрос — с «Торпедо»-БЕЛАЗом конкурировали «Неман» и брестское «Динамо». Издание BetNews назвало трансфер Седько из минского «Динамо» в «Торпедо»-БЕЛАЗ главным переходом белорусского межсезонья-2025.
В мае 2025 года стал финалистом Кубка Беларуси 2024/25 в составе жодинского клуба.

## Карьера в сборной
Выступал за сборные Беларуси младших возрастов.
В национальной сборной Беларуси дебютировал 9 ноября 2017 года в товарищеском матче против Армении, отыграв первый тайм. Спустя четыре дня принял участие в матче против Грузии, после чего не вызывался в сборную до сентября 2021 года на матчи отбора к ЧМ-2022 с Чехией, Уэльсом и Бельгией. 5 сентября 2021 года в матче с Уэльсом забил свой первый гол за сборную. В марте 2025 года попал в расширенный список сборной Беларуси для участия в выездных товарищеских матчах со сборными Таджикистана и Азербайджана. 

## Статистика выступлений

### Клубная
| Выступление      | Выступление      | Выступление      | Лига | Лига | Кубки | Кубки | Еврокубки | Еврокубки | Стыковые матчи | Стыковые матчи | Итого | Итого |
| Клуб             | Лига             | Сезон            | Игры | Голы | Игры  | Голы  | Игры      | Голы      | Игры           | Голы           | Игры  | Голы  |
| ---------------- | ---------------- | ---------------- | ---- | ---- | ----- | ----- | --------- | --------- | -------------- | -------------- | ----- | ----- |
| Динамо-Брест     | Высшая лига      | 2015             | 8    | 1    | 0     | 0     | —         | —         | —              | —              | 8     | 1     |
| Динамо-Брест     | Высшая лига      | 2016             | 12   | 1    | 3     | 0     | —         | —         | —              | —              | 15    | 1     |
| Динамо-Брест     | Высшая лига      | 2017             | 22   | 1    | 5     | 1     | 2         | 1         | —              | —              | 29    | 3     |
| Динамо-Брест     | Высшая лига      | 2018             | 16   | 3    | 1     | 0     | 1         | 0         | —              | —              | 18    | 3     |
| Динамо-Брест     | Высшая лига      | 2020             | 12   | 1    | 2     | 0     | 4         | 1         | —              | —              | 18    | 2     |
| Динамо-Брест     | Высшая лига      | 2021             | 20   | 7    | 2     | 1     | 2         | 0         | —              | —              | 24    | 8     |
| Динамо-Брест     | Итого            | Итого            | 90   | 14   | 13    | 2     | 9         | 2         | —              | —              | 112   | 18    |
| → Рух            | Первая лига      | 2019             | 21   | 6    | 2     | 0     | —         | —         | 2              | 0              | 25    | 6     |
| → Рух            | Высшая лига      | 2020             | 11   | 2    | 0     | 0     | —         | —         | —              | —              | 11    | 2     |
| → Рух            | Итого            | Итого            | 32   | 8    | 2     | 0     | —         | —         | 2              | 0              | 36    | 8     |
| Торпедо (Москва) | Первый дивизион  | 2021/22          | 9    | 0    | 1     | 0     | —         | —         | —              | —              | 10    | 0     |
| Торпедо (Москва) | Итого            | Итого            | 9    | 0    | 1     | 0     | —         | —         | —              | —              | 10    | 0     |
| Гомель           | Высшая лига      | 2022             | 17   | 4    | 1     | 0     | 2         | 0         | —              | —              | 20    | 4     |
| Гомель           | Итого            | Итого            | 17   | 4    | 1     | 0     | 2         | 0         | —              | —              | 20    | 4     |
| Динамо (Минск)   | Высшая лига      | 2023             | 21   | 5    | 1     | 0     | 2         | 1         | —              | —              | 24    | 6     |
| Динамо (Минск)   | Высшая лига      | 2024             | 24   | 4    | 1     | 1     | 9         | 0         | —              | —              | 34    | 5     |
| Динамо (Минск)   | Итого            | Итого            | 45   | 9    | 2     | 1     | 11        | 1         | —              | —              | 58    | 11    |
| Торпедо-БелАЗ    | Высшая лига      | 2025             | 17   | 9    | 4     | 0     | 4         | 1         | —              | —              | 25    | 10    |
| Торпедо-БелАЗ    | Итого            | Итого            | 17   | 9    | 4     | 0     | 4         | 1         | —              | —              | 25    | 10    |
| Всего за карьеру | Всего за карьеру | Всего за карьеру | 210  | 44   | 23    | 3     | 26        | 4         | 2              | 0              | 261   | 51    |

### Матчи за сборную
| Матчи и голы Седько за сборную Беларуси | Матчи и голы Седько за сборную Беларуси | Матчи и голы Седько за сборную Беларуси | Матчи и голы Седько за сборную Беларуси | Матчи и голы Седько за сборную Беларуси | Матчи и голы Седько за сборную Беларуси |
| №                                       | Дата                                    | Оппонент                                | Счёт                                    | Голы                                    | Соревнование                            |
| --------------------------------------- | --------------------------------------- | --------------------------------------- | --------------------------------------- | --------------------------------------- | --------------------------------------- |
| 1                                       | 9 ноября 2017                           | Армения                                 | 4:1                                     | —                                       | Товарищеский матч                       |
| 2                                       | 2 июня 2021                             | Азербайджан                             | 1:2                                     | —                                       | Товарищеский матч                       |
| 3                                       | 5 сентября 2021                         | Уэльс                                   | 2:3                                     | 31′                                     | Отборочные матчи ЧМ-2022                |
| 4                                       | 8 сентября 2021                         | Бельгия                                 | 0:1                                     | —                                       | Отборочные матчи ЧМ-2022                |
| 5                                       | 8 октября 2021                          | Эстония                                 | 2:0                                     | —                                       | Отборочные матчи ЧМ-2022                |
| 6                                       | 11 октября 2021                         | Чехия                                   | 0:2                                     | —                                       | Отборочные матчи ЧМ-2022                |
| 7                                       | 13 ноября 2021                          | Уэльс                                   | 5:1                                     | —                                       | Отборочные матчи ЧМ-2022                |
| 8                                       | 16 ноября 2021                          | Иордания                                | 1:0                                     | —                                       | Товарищеский матч                       |
| 9                                       | 26 марта 2022                           | Индия                                   | 3:0                                     | —                                       | Товарищеский матч                       |
| 10                                      | 29 марта 2022                           | Бахрейн                                 | 1:0                                     | —                                       | Товарищеский матч                       |
| 11                                      | 10 июня 2022                            | Казахстан                               | 1:1                                     | —                                       | Лига наций УЕФА 2022/2023               |
| 12                                      | 25 марта 2025                           | Азербайджан                             | 0:2                                     | —                                       | Товарищеский матч                       |
| 13                                      | 5 июня 2025                             | Казахстан                               | 4:1                                     | —                                       | Товарищеский матч                       |
| 14                                      | 10 июня 2025                            | Россия                                  | 1:4                                     | —                                       | Товарищеский матч                       |

Итого: 14 матчей / 1 гол; 5 побед, 1 ничья, 8 поражений.

## Достижения
«Динамо-Брест»
- Обладатель Кубка Беларуси  (2): 2016/2017, 2017/2018
- Обладатель Суперкубка Беларуси (2): 2018, 2019
- Итого : 4 трофея

«Рух»
- Бронзовый призёр Первой лиги: 2019

«Торпедо» (Москва)
- Победитель Первого дивизиона: 2021/22
- Итого : 1 трофей

«Динамо» (Минск)
- Чемпион Беларуси (2): 2023, 2024
- Финалист Суперкубка Беларуси: 2024
- Итого : 2 трофея

«Торпедо-БелАЗ»
- Финалист Кубка Беларуси: 2024/25